# Кетскілл (містечко, Нью-Йорк)
Кетскілл (англ. Catskill) — місто (англ. town) в США, в окрузі Грін штату Нью-Йорк. Населення — 11 298 осіб (2020).

## Демографія
Згідно з переписом 2010 року, у місті мешкало 11 775 осіб у 5081 домогосподарстві у складі 2933 родин. Було 6112 помешкання
Расовий склад населення:
| - 87,9 % — білих - 6,1 % — чорних або афроамериканців - 1,0 % — азіатів - 0,4 % — корінних американців - 1,6 % — осіб інших рас |

До двох чи більше рас належало 3,0 %. Частка іспаномовних становила 5,9 % від усіх жителів.
За віковим діапазоном населення розподілялося таким чином: 20,3 % — особи молодші 18 років, 61,6 % — особи у віці 18—64 років, 18,1 % — особи у віці 65 років та старші. Медіана віку мешканця становила 44,1 року. На 100 осіб жіночої статі у місті припадало 95,5 чоловіків;  на 100 жінок у віці від 18 років та старших — 92,6 чоловіків також старших 18 років.
Середній дохід на одне домашнє господарство  становив 62 410 доларів США (медіана — 43 981), а середній дохід на одну сім'ю — 74 306 доларів (медіана — 56 566). Медіана доходів становила 52 534 долари для чоловіків та 36 852 долари для жінок. За межею бідності перебувало 17,5 % осіб, у тому числі 17,4 % дітей у віці до 18 років та 9,7 % осіб у віці 65 років та старших.
Цивільне працевлаштоване населення становило 4362 особи. Основні галузі зайнятості: освіта, охорона здоров'я та соціальна допомога — 29,3 %, публічна адміністрація — 14,0 %, роздрібна торгівля — 11,8 %.